# Bataille de Shrewsbury
La bataille de Shrewsbury se déroula le 21 juillet 1403 à l’emplacement de la ville actuelle de Battlefield dans le comté de Shropshire en Angleterre. Une armée commandée par le roi Henri IV d'Angleterre y affronta et vainquit une armée rebelle menée par Henry Percy, dit Hotspur, fils d’Henry Percy, 1er comte de Northumberland.

## Contexte
Les Percy avaient appuyé Henri IV dans sa guerre victorieuse contre Richard II d'Angleterre qui s’est achevée avec son accession au trône en 1399. Henri IV avait reçu l’aide de nombreux seigneurs à qui il avait promis de la terre et des richesses en récompense de leur fidélité ; lorsque la guerre prend fin, des terres situées en Cumbria et promises aux Percy sont allouées à un autre. Cette promesse non tenue suffit à allumer la révolte, alimentée sans doute par le non versement de la somme d’argent promise par Henri IV.
Début 1403, Henry Percy lève une petite troupe d’environ 2 000 hommes et marche vers le sud à la rencontre de son oncle ; l’essentiel de son armée est recruté dans le Cheshire, une région hostile à Henri IV et qui avait fourni beaucoup de soldats d’expérience, en particulier des archers, ayant servi dans la garde personnelle de Richard II. Il semble qu’ils caressent l’espoir de recevoir des renforts gallois sous les ordres du prince de Galles auto-proclamé Owain Glyndŵr. Cet espoir est déçu bien que quelques troupes galloises de la frontière les rejoignent. Les rebelles marchent alors sur Shrewsbury, la capitale puissamment défendue du comté de Shropshire.
Le roi Henri est informé de ces mouvements le 12 juillet, alors qu’il semble précisément aller à la rencontre de la menace des Percy. Il change dès lors de direction et marche sur Shrewsbury à la tête de son armée. Les estimations des forces en présence sont très variables : l’armée royale serait composée 15 000 à 60 000 hommes, alors qu’on évalue l’effectif rebelle entre 5 000 et 20 000 combattants.

## Bataille
Les deux armées arrivent à Shrewsbury le 20 juillet et dressent leur camp au bord de la Severn dont le cours jouxte la ville, sur la rive nord pour les rebelles et la rive sud pour les forces du roi. Le lendemain, les troupes royales traversent la rivière à Uffington et se placent en terrain découvert afin d’utiliser au mieux leur supériorité numérique. Elles sont rejointes par l’armée des Percy.
L’essentiel de la matinée se passe en pourparlers. Alors qu’Henry Percy semble enclin à se rallier aux arguments royaux, il n’en est pas de même pour son oncle. En tout état de cause, les négociations cessent vers midi et les deux armées se préparent à l’affrontement.
L’affrontement commence par un tir de barrage de l’archerie, tuant et blessant de nombreux hommes avant même qu’ils se rencontrent sur le champ de bataille. Bien que les archers du Cheshire de Percy montrent leur supériorité en cette occasion, le nombre joue en faveur de l’armée royale. Les Percy tentent de renverser la situation par une charge qui se révèle prématurée, et où Henry trouve la mort. Les rebelles battent alors en retraite. La défaite est consommée. Plus de trois cents chevaliers et quelque vingt mille hommes d’armes tombent sur le champ de bataille et des milliers d’autres meurent de leurs blessures dans les semaines qui suivent. Durant la bataille, le prince de Galles, futur Henri V, âgé de seize ans, est presque tué par une flèche reçue en plein visage. Un soldat ordinaire aurait été laissé pour mort, mais, lui, peut bénéficier des meilleurs soins possibles et, pendant les jours qui suivent, le médecin royal, John Bradmore († 1412), conçoit un outil spécial pour extraire la pointe de la flèche sans causer de dommages supplémentaires.
On enterre Henry Percy à Whitchurch, dans le comté de Shropshire, mais la rumeur qu’il ne serait pas mort se propage bientôt. En réaction, le roi le fait déterrer et fait exposer son cadavre à Shrewsbury, empalé sur une lance entre deux meules. Son corps est ensuite découpé en quatre parties exposées aux quatre coins du pays. En novembre, ses restes finissent par être restitués à sa veuve.
Cette bataille et ses protagonistes sont évoqués dans Henri IV (Première partie) de William Shakespeare, et dans le film Falstaff d'Orson Welles.